# Dąbrówka Podłężna
Dąbrówka Podłężna – wieś w Polsce położona w województwie mazowieckim, w powiecie radomskim, w gminie Zakrzew. Ma status sołectwa.
Prywatna wieś szlachecka, położona była w drugiej połowie XVI wieku w powiecie radomskim województwa sandomierskiego. W latach 1975–1998 miejscowość administracyjnie należała do województwa radomskiego.
| SIMC    | Nazwa     | Rodzaj     |
| ------- | --------- | ---------- |
| 0642336 | Sosnowica | przysiółek |

Według Słownika geograficznego Królestwa Polskiego z roku 1890 Sosnowica alias Sosnowice, wieś z folwarkiem i osada młynarska nad rzeką Radomką, powiat radomski, gmina Wielogóra, parafia Cerekiew, odległa od Radomia w kierunku na północny zachód 11 wiorst, posiadała młyn wodny, 6 domów i 26 mieszkańców. 40 mórg dworskiej i 45 mórg ziemi włościańskiej. Wchodziła w skład dóbr Dąbrówka Podłężna.
Wierni Kościoła rzymskokatolickiego należą do parafii NMP Nieustającej Pomocy w Dąbrówce Nagórnej.